# Dülgeroğlu, Pazaryeri
Dülgeroğlu là một xã thuộc huyện Pazaryeri, tỉnh Bilecik, Thổ Nhĩ Kỳ. Dân số thời điểm năm 2011 là 85 người.